# Референдум о независности Молдавије 1994.
Референдум о независности Молдавије 1994. је био референдум о државној независности Молдавије. Одржан је 6. марта 1994. године. Називан је „Консултација са народом“ (рум. La sfat cu poporul), а покренуо га је председник Мирчеа Снегур. Излазност је била 75,9%, а за независност је гласало  97,9% бирача.

## Питање
Постављено је само једно питање, али било је сложено и грађани су могли да одговоре са „Да“ или „Не“. Текст питања био је следећи:
Да ли желите да се Република Молдавија развије као независна и унитарна држава, на границама признатим у дану када је Молдавија прогласила суверенитет, да промовише политику неутралности и да одржи узајамно корисне економске односе са свим земљама света, и да својим грађанима гарантује једнака права, у складу са међународним правом.

## Тумачења
Многе јавне личности и већи део медија представили су референдум као велики ударац покрету за поновно уједињење Румуније са Молдавијом у обе земље, упркос чињеници да се питање није односило на Румунију, већ на независност. Такође су се осврнули на територијални интегритет, што је посебно забринуло због Придњестровског сукоба.
Критичари референдума скрећу пажњу на два организациона питања:
- наслов, који није био „референдум“, већ „социолошка анкета“;
- чињеница да је једино постављено питање захтевало један одговор на неколико проблема.

## Резултати
| Избор                          | Глас      | %    |
| ------------------------------ | --------- | ---- |
| За                             | 1.722.602 | 97,9 |
| Против                         | 36.546    | 2,1  |
| Неважећи/празни гласови        | 49.146    | –    |
| Укупно                         | 1.808.294 | 100  |
| Регистровани гласачи/излазност | 2.407.964 | 75,1 |